# Das Buch vom liebentbrannten Herzen

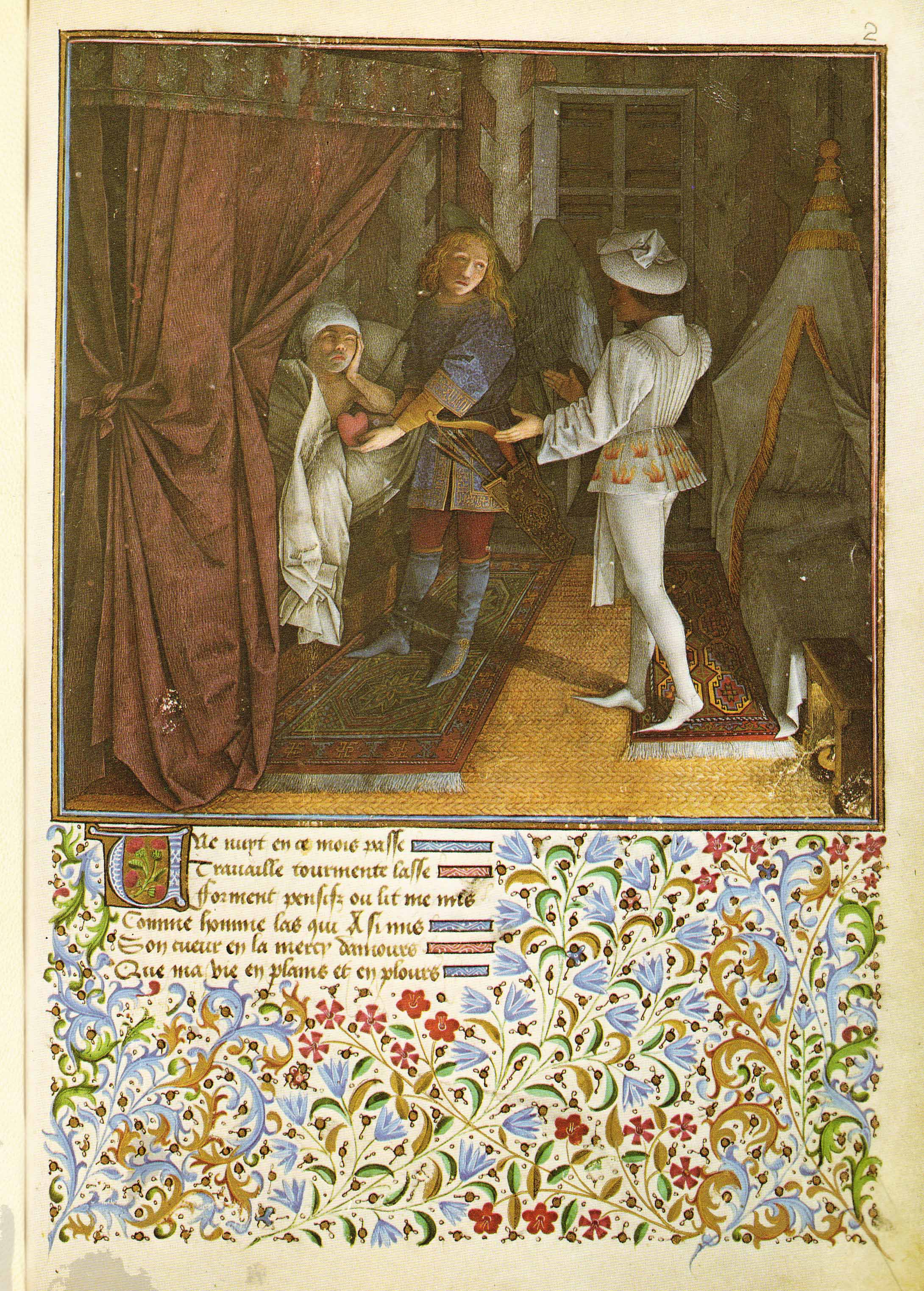
Miniatur I aus dem Codex Vindobonensis 2597: Amor entnimmt dem schlafenden Dichter das Herz

Das Buch vom liebentbrannten Herzen (französisch Le Livre du cœur d’amour épris) ist ein um 1457 entstandener allegorischer Roman des Herzogs René I. von Anjou.

## Inhalt
Der Roman ist teils in Prosa, teils in paarweise gereimten Versen abgefasst. In der Tradition des Rosenromans sind die handelnden Personen Figuren wie Espérance (Hoffnung), Jalousie (Eifersucht), Tristesse (Traurigkeit), Courroux (Zorn), Grief Soupir (tiefer Seufzer) und viele andere. Auch die Orte der Handlung tragen Namen wie Forêt de Longue-Attente (Wald des langen Wartens) oder Schloss Bon-Repos (gute Rast).
Amor entnimmt dem schlafenden Dichter das Herz, das personifiziert als Ritter Cœur eine Reihe von Abenteuern zu bestehen hat, um die Dame Douce-Merci (süßer Dank) aus der Gewalt ihrer Kerkermeister Refus (Zurückweisung), Honte (Scham) und Crainte (Furcht) zu befreien. Dabei wird der Ritter vom Knappen Ardent Désir (brennende Begierde) begleitet.

## Handschriften
Sechs Handschriften aus dem 15. Jahrhundert sind erhalten, davon befinden sich vier in Paris (drei in der Bibliothèque nationale und eine in der Bibliothèque de l’Arsenal), eine in der Österreichischen Nationalbibliothek in Wien und eine in der Vatikanischen Bibliothek.

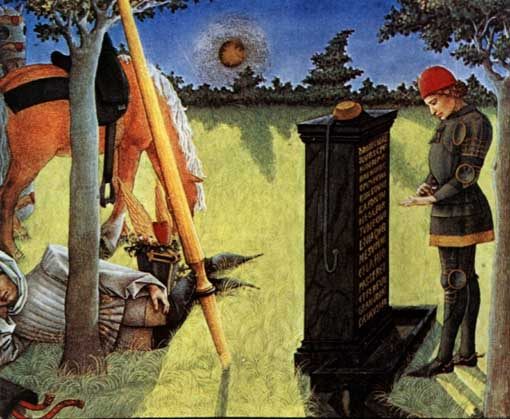
Miniatur V aus dem Codex Vindobonensis 2597: Ritter Cœur liest die Inschrift auf der Fontaine de la Fortune

### Codex Vindobonensis 2597
Diese Handschrift ist vor allem für ihre sechzehn prächtigen Miniaturen bekannt. Der Miniaturenmaler war lange Zeit unbekannt und wurde daher mit dem Notnamen Cœur-Meister bezeichnet. Gelegentlich wurde sogar vermutet, dass sie von René selbst gemalt worden wären. Heute gilt als gesichert, dass Barthélemy d’Eyck der Cœur-Meister ist.
Besonders bemerkenswert ist die virtuose Darstellung der Lichtverhältnisse, so in den Nachtszenen (Miniaturen I, IV, XVI), den Darstellungen des Sonnenaufgangs (Miniaturen V, XI, XIII) und der Abenddämmerung (Miniatur XIV).
Die Handschrift entstand zwischen 1457 und 1470 und besteht aus 127 Pergamentblättern im Quartformat (290 × 207 mm). Sie ist unvollendet, neben den sechzehn ausgeführten Miniaturen ist noch Platz für 29 weitere vorgesehen.
Frühester bekannter Besitzer war Prinz Eugen von Savoyen. Nach seinem Tod 1736 wurde sie von Kaiser Karl VI. gekauft und kam in die kaiserliche Hofbibliothek. 1809 wurde sie nach Paris gebracht und 1814/15 zurückgegeben.

### Paris, Bibliothèque nationale, fr. 24399
Diese Handschrift wurde um 1460 geschrieben und vermutlich etwa zwanzig Jahre später von einem unbekannten Meister („Meister des Pariser Cœur d’amour épris“) illuminiert. Zum Unterschied von der Wiener Handschrift sind hier alle Miniaturen ausgeführt: Insgesamt sind es 68, wovon die ersten sechzehn genau dem Bildprogramm der Wiener Handschrift entsprechen. Die Qualität der Miniaturen ist allerdings geringer.